# Descorchando Chile
Descorchando Chile, programa de televisión chileno de 2010, dirigido por el cineasta Silvio Caiozzi y protagonizado por el presentador de televisión inglés Olly Smith. El programa, dividido en doce capítulos de 30 minutos, muestra a Smith y Caiozzi recorriendo Chile y las distintas regiones vitícolas del país, entre el Valle de Elqui, por el norte, y el Valle del Maule, por el sur. Fue transmitido originalmente por Canal 13.

## Historia
La idea surgió en 2002 cuando el, en ese entonces, embajador de Chile en Gran Bretaña, Mariano Fernández, le propuso a Caiozzi realizar un documental sobre vinos chilenos que sirviera como para promocionar turísticamente al país en el extranjero. El proyecto postuló a los fondos del Consejo Nacional de Televisión (CNTV) y recibió 70 millones de pesos en 2005. El rodaje de Descorchando Chile se realizó entre 2007 y 2008 y, a pesar de que el proyecto estuvo a punto de fracasar, fue estrenado el 25 de julio de 2010.
El 7 de junio de 2011 la serie salió a la venta en formato DVD, en un pack de 4 discos con 3 capítulos cada uno.

## Episodios
| N.º | Nombre                       | Lugar(es)                                | Fecha de estreno        |
| --- | ---------------------------- | ---------------------------------------- | ----------------------- |
| 1   | "Los orígenes"               | Valle del Maipo y Santiago               | 25 de julio de 2010     |
| 2   | "Los vinos del desierto"     | Valle de Elqui y Limarí                  | 25 de julio de 2010     |
| 3   | "El valle dorado"            | Valle de Aconcagua                       | 1 de agosto de 2010     |
| 4   | "Valles de poesía"           | Valle de San Antonio y Leyda             | 1 de agosto de 2010     |
| 5   | "Valles de mar y vino"       | Valle de Casablanca, San Antonio y Leyda | 8 de agosto de 2010     |
| 6   | "Legado de inmigrantes"      | Valle del Maipo                          | 8 de agosto de 2010     |
| 7   | "El valle premiado"          | Valle de Colchagua                       | 15 de agosto de 2010    |
| 8   | "Valle de sorpresas"         | Valle de Colchagua                       | 15 de agosto de 2010    |
| 9   | "Turistas del vino"          | Valle de Colchagua                       | 29 de agosto de 2010    |
| 10  | "El valle mágico"            | Valle de Curicó y Vichuquén              | 29 de agosto de 2010    |
| 11  | "Vinos al extremo del mundo" | Valle del Maule                          | 5 de septiembre de 2010 |
| 12  | "El brindis final"           | Valle del Maipo                          | 5 de septiembre de 2010 |